# Cymbopogon schoenanthus
A Cymbopogon schoenanthus az egyszikűek (Liliopsida) osztályának perjevirágúak (Poales) rendjébe, ezen belül a perjefélék (Poaceae) családjába tartozó faj.

## Előfordulása
A Cymbopogon schoenanthus előfordulási területe Dél-Ázsia és Észak-Afrika.

## Alfaja
- Cymbopogon schoenanthus subsp. proximus (Hochst. ex A.Rich.) Maire & Weiller

## Megjelenése
A levelei 30-120 centiméter magasak. A virágzatot hozó szára 40 centiméter magas.

## Életmódja
Évelő növény, a sivatagok egyike fűféléje.

## Fordítás
- Ez a szócikk részben vagy egészben  a   Cymbopogon schoenanthus című angol Wikipédia-szócikk ezen változatának fordításán alapul.  Az eredeti cikk szerkesztőit annak laptörténete sorolja fel. Ez a jelzés csupán a megfogalmazás eredetét és a szerzői jogokat jelzi, nem szolgál a cikkben szereplő információk forrásmegjelöléseként.
- Ez a szócikk részben vagy egészben  a   Kamelgras című német Wikipédia-szócikk ezen változatának fordításán alapul.  Az eredeti cikk szerkesztőit annak laptörténete sorolja fel. Ez a jelzés csupán a megfogalmazás eredetét és a szerzői jogokat jelzi, nem szolgál a cikkben szereplő információk forrásmegjelöléseként.